# Wu Peifu
Wu Peifu (吳佩孚T, 吴佩孚S, Wú PèifúP, Wu P'ei-fuW; Penglai, 22 aprile 1874 – Pechino, 4 dicembre 1939) è stato un generale e politico cinese, uno dei principali signori della guerra che dominò la Repubblica di Cina dal 1916 al 1927, "uno degli ultimi generali alfabetizzati della vecchia Cina".

## Biografia
Nato nella provincia dello Shandong nella Cina orientale, ricevette un'educazione cinese tradizionale. Successivamente venne ammesso all'Accademia militare di Baoding (保定 軍校) e divenne un ufficiale. Il suo talento venne rapidamente riconosciuto dai suoi superiori e fece rapidamente carriera.
Wu entrò a far parte del Nuovo Esercito (新 軍, ribattezzato Armata di Pechino nel 1902) creato dal generale Yuan Shikai, un modernizzatore della dinastia Qing. Dopo la caduta dei Qing nel 1911, quando Yuan Shikai divenne presidente della Repubblica di Cina e dopo il suo disastroso tentativo di proclamarsi imperatore, il potere politico in Cina si ritrovò rapidamente nelle mani di varie autorità militari, inaugurando una nuova era dei signori della guerra.

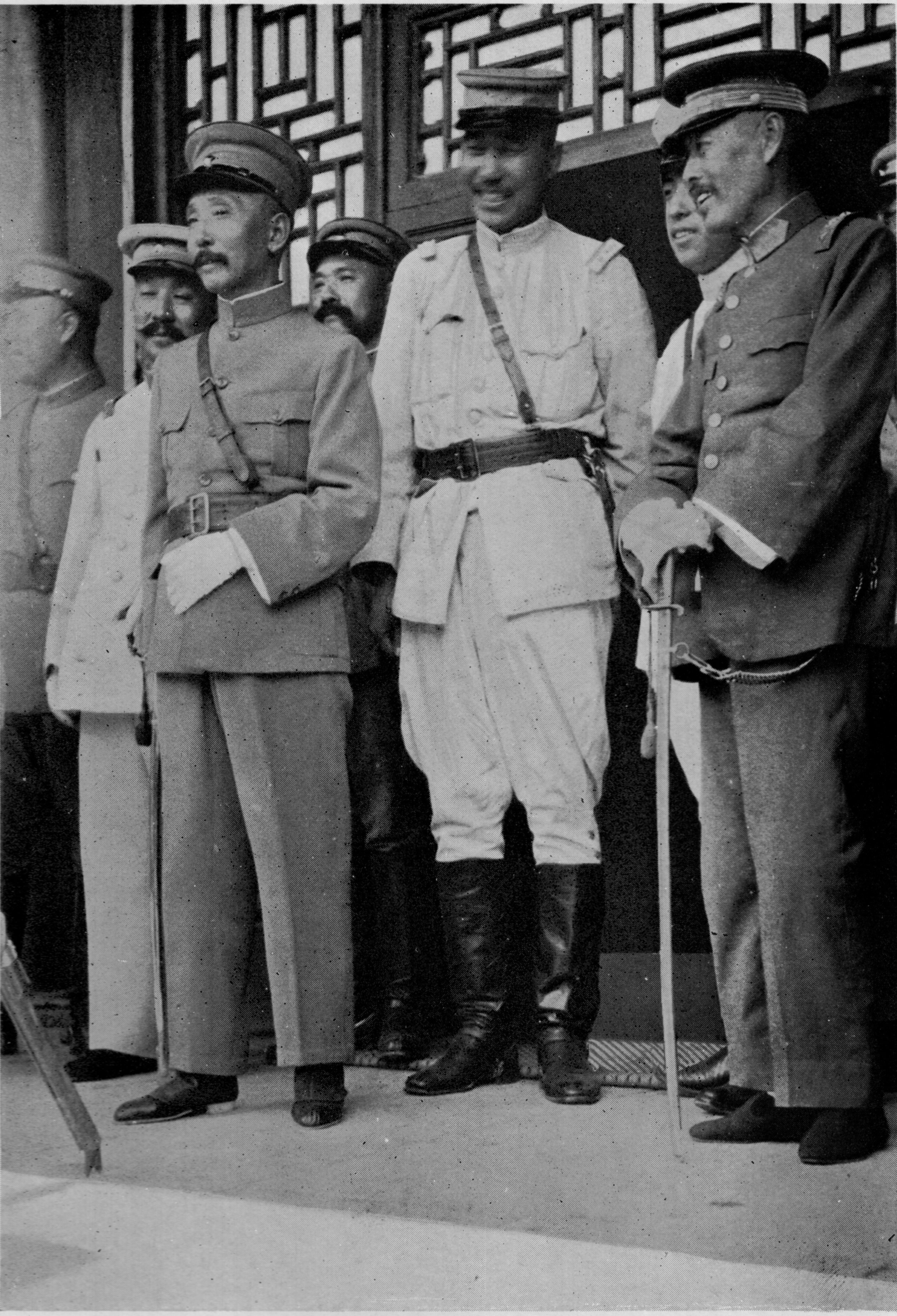
Zhang Zuolin, Zhang Zongchang, Wu Peifu, il 28 giugno 1926

Dopo la morte di Yuan nel 1916, il suo esercito Beiyang si sciolse in numerose cricche ostili che lottarono per la supremazia per diversi anni. Le principali fazioni furono la cricca di Anhui comandata da Duan Qirui (皖系 Wanxi), quella di Fengtian da Zhang Zuolin (奉天 系) e quella di Zhili da Feng Guozhang (直系 Zhixi). La cricca di Zhili fu presa nel 1919 da Cao Kun, Wu Peifu e Sun Chuanfang. Nel 1920 la cricca di Anhui, accusata di collaborare con il Giappone, fu sconfitta da Cao Kun. Gli altri due gruppi di Zhili e Fengtian prima si scontrano nel 1922 nella Prima guerra Zhili-Fengtian, poi nel 1924 nella Seconda guerra Zhili-Fengtian. Dopo il primo scontro, Zhang Zuolin dichiarò la sua indipendenza, seguita da molti governatori militari che governano indipendentemente da Pechino, in quel tempo dominata dalla cricca di Cao Kun.
Dopo che Cao Kun costrinse il parlamento a nominarlo presidente nel 1923, il governatore di Zhejiang, Lu Yongxiang (盧永祥), formò un'alleanza con Zhang Zuolin e Sun Yat-sen e minacciò di prendere la città di Shanghai. Wu Peifu inviò Sun Chuanfang, governatore di Jiangsu, per persuadere Lu Yongxiang, ma allo stesso tempo Zhang Zuolin attaccò gli eserciti Zhili di Wu nel nord.
Wu Peifu, soprannominato "maresciallo di giada" (玉 帥) era generalmente riconosciuto come lo stratega più capace del suo tempo, doveva vincere e mettere così fine alle autorità regionali quasi indipendenti. Centomila uomini combatterono in questa battaglia tra l'esercito del Fengtian di Zhang Zuolin e le forze Zhili di Wu Peifu. In un momento chiave, uno dei principali alleati di Wu, Feng Yuxiang, responsabile della difesa di Pechino, tradì i suoi alleati e occupò la capitale con il colpo di stato di Pechino. Rovesciò il governo e proclamò un nuovo governo leggermente progressista. La strategia militare di Wu Peifu fu scossa e venne sconfitto dagli eserciti di Zhang vicino Tianjin. Dopo la vittoria della cricca del Fengtian, Duan Qirui venne eletto capo di stato e proclamò un governo provvisorio.
Wu mantenne una base nelle province Hubei e Henan, nella Cina centrale, fino al suo confronto con l'esercito Kuomintang durante la Spedizione del Nord del 1927. Con gli eserciti degli alleati del Kuomintang che controllavano il nord-ovest, Wu fu costretto a ritirarsi a Zhengzhou nella provincia di Henan
Nel 1923 Wu stroncò uno sciopero della ferrovia da Hankou a Pechino in modo spietato, inviando truppe per eliminare gli scioperanti e i loro capi. I soldati uccisero trentacinque lavoratori e ne ferirono molti altri. La reputazione di Wu venne a cadere tra il popolo cinese, ottenendo però il favore di inglesi e americani, che avevano interessi commerciali in Cina.
Dopo lo scoppio della Seconda guerra sino-giapponese, Wu rifiutò di collaborare con i giapponesi. Nel 1939, quando i giapponesi lo invitarono a diventare il capo di un governo fantasma nel nord della Cina, Wu disse che avrebbe accettato di essere di nuovo il capo della Cina settentrionale se tutti i soldati giapponesi, sul suolo cinese, si fossero ritirati tornando in Giappone. Si ritirò dalla vita pubblica e morì in circostanze che alcuni ritengono sospette.